# Donnekoranahalli, Kadur
Donnekoranahalli là một làng thuộc tehsil Kadur, huyện Chikmagalur, bang Karnataka, Ấn Độ.